# 116 Sirona
116 Sirona је астероид главног астероидног појаса са пречником од приближно 71,70 km.
Афел астероида је на удаљености од 3,156 астрономских јединица (АЈ) од Сунца, а перихел на 2,381 АЈ.
Ексцентрицитет орбите износи 0,139, инклинација (нагиб) орбите у односу на раван еклиптике 3,562 степени, а орбитални период износи 1682,674 дана (4,606 године).
Апсолутна магнитуда астероида је 7,82 а геометријски албедо 0,256.
Астероид је откривен 8. септембра 1871. године.